# Quatre libertés (Union européenne)
Pour les articles homonymes, voir Quatre libertés (homonymie).
Cet article court présente un sujet plus développé dans : Marché commun européen.
Les quatre libertés sont, dans le cadre de l'Union européenne, les libertés garanties par le marché unique, à savoir :
1. la libre circulation des biens,
2. la libre circulation des capitaux,
3. la libre circulation des services,
4. la libre circulation des personnes.

L'expression s'entend par analogie aux quatre libertés énoncées par Roosevelt aux États-Unis en 1941.
Elles sont énumérées pour la première fois dans l'Acte unique européen de 1986, bien que l'expression « quatre libertés » ne soit pas employée dans le texte.